# Ордруф
Ордруф (нім. Ohrdruf) — місто в Німеччині, розташоване в землі Тюрингія. Входить до складу району Гота.
Площа — 39,75 км2. Населення становить 9613 ос. (станом на 31 грудня 2021).